# Sinsheim
Sinsheim város Németországban, azon belül Baden-Württembergben. Lakosainak száma 36 978 fő (2023. december 31.).

## Népesség
A település népessége az elmúlt években az alábbi módon változott:
| Lakosok száma | 20 414 | 22 619 | 25 323 | 26 658 | 27 454 | 31 685 | 34 171 | 35 605 | 34 674 | 36 978 |
|               | 1961   | 1967   | 1974   | 1980   | 1987   | 1993   | 2000   | 2006   | 2013   | 2023   |

## Városrészek
| Dühren   | Hilsbach   | Weiler     | Adersbach | Ehrstädt      | Hasselbach |
| Rohrbach | Eschelbach | Hoffenheim | Reihen    | Waldangelloch | Steinsfurt |
| -------- | ---------- | ---------- | --------- | ------------- | ---------- |

## Története
1329 és 1803 között a város a Rajnai Palotagrófság része volt. 1806-ban a Badeni Nagyhercegséghez csatolta.

## Látnivalók
- Technik-Museum Sinsheim - Európa legnagyobb privát közlekedési múzeuma

## Közlekedés

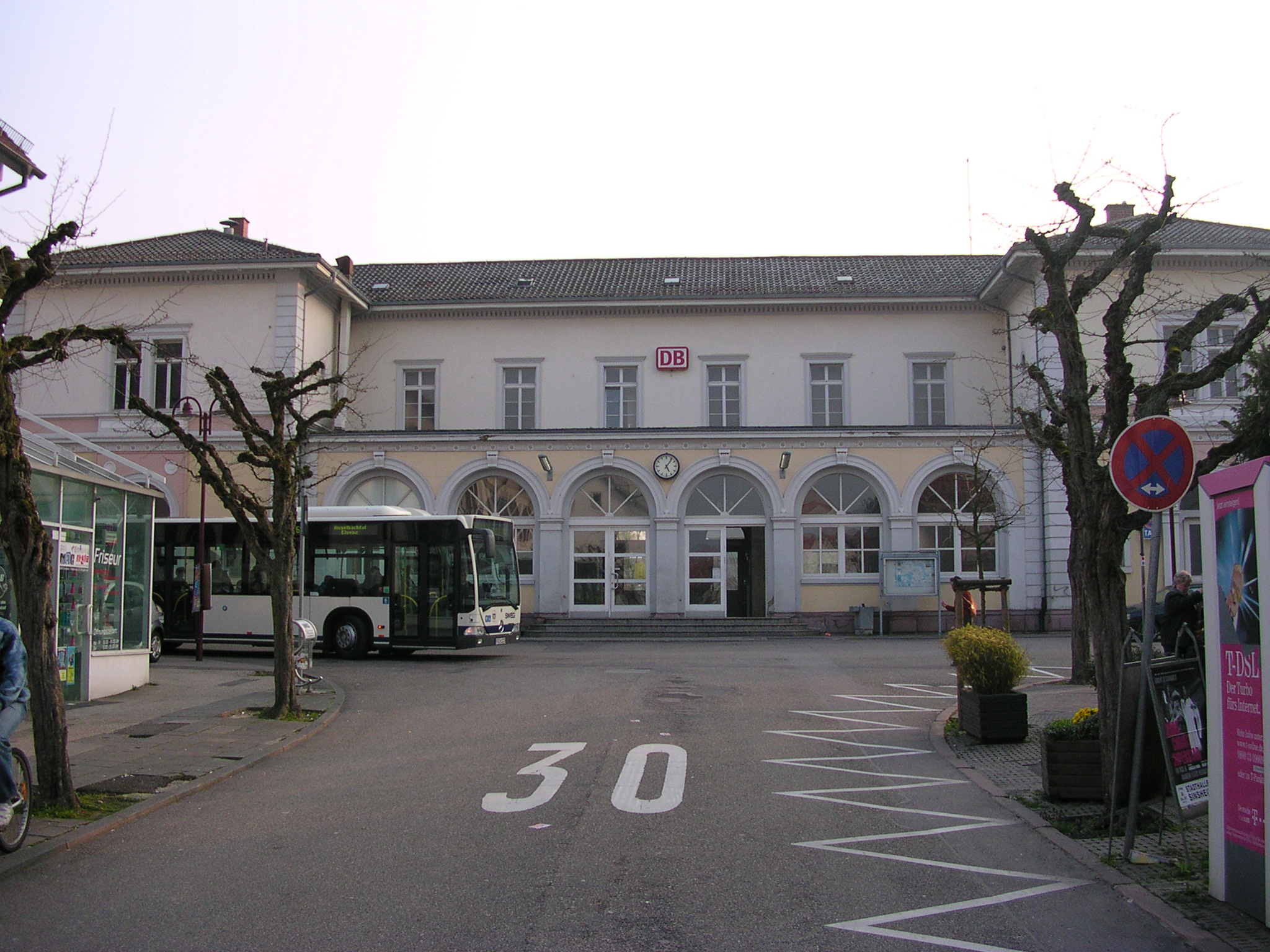
A vasútállomás

### Közúti közlekedés
A várost érinti az A6-os autópálya.